# Élections législatives ukrainiennes de 2002
Les élections législatives ukrainiennes de 2002 ont eu lieu le 31 mars 2002. Elles visent à remplacer l'ancien parlement, la Rada, élue précédemment en 1998 et dominée par le Parti communiste d'Ukraine.

## Mode de scrutin
Les élections législatives ont pour objet l'élection des 450 députés de la Verkhovna Rada Oukraïny, le Parlement unicaméral de l'Ukraine, pour un mandat de quatre ans. La moitié d'entre eux sont élus au scrutin majoritaire, et l'autre moyen au scrutin proportionnel. Pour être représentée au Parlement, une liste électorale doit recueillir au moins 5 % des suffrages exprimés. 5 771 personnes sont candidates, dont 2 644 dans les circonscriptions votant au système proportionnel et 3 127 dans les circonscriptions votant au système majoritaire.

## Résultats
La première formation arrivée en tête, Notre Ukraine, à tendance pro-occidentale et menée par Viktor Iouchtchenko, réunit 23,6 % des voix et obtient 112 sièges. Le Parti communiste d'Ukraine recueille 20 % des voix et décroche 66 sièges.
| Parti et bloc Ayant eu des sièges au parlement | Votes | %    | Sièges |
| ---------------------------------------------- | ----- | ---- | ------ |
| Notre Ukraine                                  |       | 23,6 | 112    |
| Parti communiste d'Ukraine                     |       | 20,0 | 66     |
| Pour l'Ukraine unie !                          |       | 11,8 | 102    |
| Bloc Ioulia Tymochenko                         |       | 7,3  | 22     |
| Parti socialiste d'Ukraine                     |       | 6,9  | 24     |
| Total                                          |       |      | 450    |